# Cantonul Moreuil
Cantonul Moreuil este un canton din arondismentul Montdidier, departamentul Somme, regiunea Picardia, Franța.

## Comune
- Arvillers
- Aubercourt
- Beaucourt-en-Santerre
- Berteaucourt-lès-Thennes
- Braches
- Cayeux-en-Santerre
- Contoire
- Démuin
- Domart-sur-la-Luce
- Fresnoy-en-Chaussée
- Hangard
- Hangest-en-Santerre
- Ignaucourt
- Mézières-en-Santerre
- Moreuil (reședință)
- Morisel
- La Neuville-Sire-Bernard
- Pierrepont-sur-Avre
- Le Plessier-Rozainvillers
- Le Quesnel
- Thennes
- Villers-aux-Érables
- Wiencourt-l'Équipée